# Бен 10
„Бен 10“ (на английски: Ben 10) е американски анимационен сериал, създаден от Дънкан Руло, Джо Кейси, Джо Кели и Стивън Т. Сийгъл. Основната песен от поредицата е написана от Анди Щурмер и е изпята от певицата Мокси.

## Сюжет
Внимание:  Текстът по-долу разкрива сюжета на произведението (или части от него)!
В сериала се разказва за едно десетгодишно момче на име Бен Тенисън със сили да се превръща в 10 и повече различни извънземни – 10 в първия сезон (от които губи един във втория), още две във втория, още четири в третия, във филма „Тайната на Омнитрикса “ още 1 и още 2 в четвъртия. Разказва се също и за братовчедка му – Гуен Тенисън и дядо им – Макс Тенисън. Когато пораства, Бен е най-добрия Плъмър (нещо като полицай срещу извънземни). Тогава той е национален супергерой и притежава 10 000 извънземни. Омнитриксът (с чиято помощ Бен се превръща в извънземни) е най-силната и полезна машинка, притежаваща способността да поглъща извънземна ДНК. В първия сезон на шоуто има 13 епизода. Направени са и два филма: „Бен и космическата десетка: Тайната на Омнитрикса“ и „Бен и космическата десетка: Надпревара с времето“, като вторият е игрален.

## Омнитриксът
Омнитриксът е източникът на силите на Бен. С него той може да се превърне в различни извънземни, за да спаси света или просто да се позабавлява.

## Продължение
В продължението на сериала – „Бен 10: Извънземна сила“, са изминали пет години, откакто Бен за последно е използвал Омнитрикса. Но дядо му Макс изчезва и Бен трябва да стане герой още веднъж. Всичко това както и десет нови извънземни на премиерата на новия оригинален сериал на Картун Нетуърк, която е на 18 април 2008 г.

## Епизоди
Вижте: Списък с епизоди на Бен 10

## „Бен 10“ в България
В България сериалът, преведен като „Бен и космическата десетка“, започна излъчване на 21 май 2008 г. по Нова телевизия, а разписанието му е всеки делничен ден от 06:00, като се излъчват по два епизода един след друг и е с български дублаж. Първи сезон завърши на 29 май. На 21 ноември 2009 г. започнаха повторенията на втори сезон, всяка събота и неделя от 09:00 и приключиха на 2 януари 2010 г. На 23 май започна трети сезон, по програма всяка неделя от 09:30, като бяха пуснати два епизода. От 29 май до 5 юни се излъчва в събота по програма от 09:30, като винаги преди това се излъчва още един епизод. От 12 юни се излъчва от 09:20 по един епизод, като заглавието не се споменава в програмата. На 31 юли започна четвърти сезон.
На 25 август 2009 г. по Диема Фемили започна втори сезон, всеки делничен ден от 08:40. На 27 и 28 август се излъчва от 08:20 по два епизода. От 1 септември е от 08:00 по програма, но понякога е от 07:50. Последният епизод от сезона се излъчи на 8 септември. На 3 януари 2011 г. започна трети сезон, всеки делничен ден от 06:00, като продължи с четвърти, който приключи на 7 февруари.
На 1 октомври 2009 г. сериалът, преведен като „Бен 10“ (четейки се „Бен Тен“), започна повторно излъчване по локалната версия на Cartoon Network, всеки ден от 06:05 и 15:15. През ноември се излъчиха част от премиерите на трети сезон. Първите части на всички епизоди преди интрото са изрязани. Също така се излъчват и кратките епизоди, които са част от рекламите между сериалите. Дублажът е на студио Александра Аудио и е синхронен.
| Роля              | Изпълнител |
| ----------------- | --- |
| Бен               | Елена Пеева |
| Гуен              | Мина Костова |
| Макс              | Георги Тодоров Петър Върбанов (няколко епизода) |
| Други гласове     | Живко Джуранов Василка Сугарева Елена Бойчева Веселин Калановски Мартин Герасков Милица Гладнишка Цанко Тасев Явор Караиванов Анислав Лазаров Николай Пърлев Петър Върбанов |
| Песента изпълнява | Милица Гладнишка |

| Обработка              | Александра Аудио                 |
| ---------------------- | -------------------------------- |
| Изпълнителен продуцент | Васил Новаков                    |
| Преводачи              | Милица Гладнишка Вилма Карталска |
| Тонрежисьор            | Петър Костов                     |
| Режисьор на дублажа    | Петър Върбанов                   |

На 7 май 2011 г. започна повторно излъчване по bTV с дублажа на Арс Диджитал Студио, всяка събота от 07:30 по два епизода и в неделя от 07:30 по един. Първи сезон завършва на 4 юни.